# بيل إيفز
بيل إيفز هو لاعب هوكي الجليد كندي، ولد في 9 أغسطس 1941 في تشيباوا في كندا.

## وصلات خارجية
- بيل إيفز على موقع EliteProspects.com (الإنجليزية)
- بيل إيفز على موقع HockeyDB.com (الإنجليزية)